# Світвотер (Оклахома)
Світвотер (англ. Sweetwater) — місто (англ. town) в США, в округах Бекгем і Роджер-Міллс штату Оклахома. Населення — 102 особи (2020).

## Географія
Світвотер розташований за координатами 35°24′54″ пн. ш. 99°55′13″ зх. д. / 35.41500° пн. ш. 99.92028° зх. д. (35.415025, -99.920299).  За даними Бюро перепису населення США в 2010 році місто мало площу 41,11 км², з яких 41,06 км² — суходіл та 0,04 км² — водойми.

## Демографія
Згідно з переписом 2010 року, у місті мешкало 87 осіб у 35 домогосподарствах у складі 27 родин. Густота населення становила 2 особи/км².  Було 45 помешкань (1/км²).
Расовий склад населення:
| - 98,9 % — білих |

До двох чи більше рас належало 1,1 %. Частка іспаномовних становила 3,4 % від усіх жителів.
За віковим діапазоном населення розподілялося таким чином: 28,7 % — особи молодші 18 років, 48,3 % — особи у віці 18—64 років, 23,0 % — особи у віці 65 років та старші. Медіана віку мешканця становила 40,5 року. На 100 осіб жіночої статі у місті припадало 102,3 чоловіків;  на 100 жінок у віці від 18 років та старших — 87,9 чоловіків також старших 18 років.
Середній дохід на одне домашнє господарство  становив 69 690 доларів США (медіана — 53 438), а середній дохід на одну сім'ю — 67 052 долари (медіана — 49 167). За межею бідності перебувало 5,9 % осіб, у тому числі 9,0 % дітей у віці до 18 років та 0,0 % осіб у віці 65 років та старших.
Цивільне працевлаштоване населення становило 80 осіб. Основні галузі зайнятості: сільське господарство, лісництво, риболовля — 33,8 %, освіта, охорона здоров'я та соціальна допомога — 22,5 %, мистецтво, розваги та відпочинок — 11,3 %, фінанси, страхування та нерухомість — 6,3 %.